# 愛田朱美
愛田 朱美（あいだ あけみ）は日本のホストクラブ経営者。夫は老舗ホストクラブ「クラブ愛」創業者で実業家の愛田武。父は建築家の岡田哲郎。朱美自身もクラブ経営に携わり、スタッフや常連客達から「朱美ママ」や「ママさん」の愛称で親しまれた。

## 人物・来歴
東京都に生まれる。建築家の父を持ち、裕福な家庭で育つ。白百合学園卒業。
30歳の時に銀行員の一般男性と最初の結婚。2人の娘に恵まれて専業主婦として過ごす。友人に誘われ、ホストクラブに初めて来店。この時に後の夫となる愛田武と出会う。朱美は当初、ホストクラブに抵抗があったが愛田の明るい接客態度に触れるうちに、彼に惹かれていき交際に発展した。その後夫と正式に離婚し、愛田と再婚。その後はクラブ経営に携わるなど、夫を支えた。
2005年に自伝『ホストの女房』を上梓。2009年にはフジテレビジョン系列で単発ドラマとして放映された（朱美役は黒木瞳）。

## 著書
- 『ホストの女房』河出書房新社、2005年
  - 河出文庫、2009年